# El Braya
El Braya (în arabă ألبْرَيَ) este o comună din provincia Oran, Algeria.
Populația comunei este de 6.292 de locuitori (2009).